# New Jersey Army National Guard
La New Jersey Army National Guard è una componente della Riserva militare della New Jersey National Guard, inquadrata sotto la U.S. National Guard. Il suo quartier generale è situato presso la Joint Base McGuire-Dix-Lakehurst.

## Organizzazione
Attualmente, al 2025, sono attivi i seguenti reparti :

### Joint Forces Headquarters
- JFHQ, Army Element
- Recruiting and Retention Battalion
- Medical Detachment
- 21st Civil Support Team - Joint Base McGuire-Dix-Lakehurst

### 44th Infantry Brigade Combat Team
- Headquarters & Headquarters Company - Lawrenceville
- 1st Battalion, 114th Infantry Regiment
  -  Headquarters & Headquarters Company - Woodbury
  -  Company A - Mount Holly
  -  Company B - Freehold
  -  Company C - Blackwood
  -  Company D (Weapons) - Woodstown
- 2nd Battalion, 113th Infantry Regiment
  -  Headquarters & Headquarters Company - Riverdale
  -  Company A - West Orange
  -  Company B - Jersey City
  -  Company C - Woodbridge
  -  Company D (Weapons) - Jersey City
- 1st Battalion, 181st Infantry Regiment - Massachusetts Army National Guard
- 1st Battalion, 102nd Cavalry Regiment
  -  Headquarters & Headquarters Troop - Westfield
  -  Troop A (Mounted) - Dover
  -  Troop B (Mounted) - West Orange
  -  Troop C (Dismounted) - Hackettstown
- 3rd Battalion, 112th Field Artillery Regiment
  -  Headquarters & Headquarters Battery (-) - Morristown
    - Detachment 1 - Freehold

  -  Battery A - Morristown
  -  Battery B - Flemington
  -  Battery C - Toms River
- 104th Brigade Engineer Battalion
  -  Headquarters & Headquarters Company - Port Murray
  -  Company A - West Orange
  -  Company B  - Hammonton
  -  Company C (Signal) - Lawrenceville
  -  Company D (-) (Military Intelligence) - West Orange
    - Detachment 1 (TUAS) - Joint Base McGuire-Dix-Lakehurst
- 250th Brigade Support Battalion
  -  Headquarters & Headquarters Company - Teaneck
  -  Company A (DISTRO) - Teaneck
  -  Company B (Maint) - Joint Base McGuire-Dix-Lakehurst
  -  Company C (MED) - Jersey City
  -  Company D (Forward Support) (Aggregata al 1st Battalion, 102nd Cavalry Regiment) - Westfield
  -  Company E (Forward Support) - Port Murray
  -  Company F (Forward Support) (Aggregata al 3rd Battalion, 112th Field Artillery Regiment) - Morristown
  -  Company G (Forward Support) - Vineland
  -  Company H (Forward Support) - Teaneck
  - Company I (Forward Support) - Massachusetts Army National Guard

### 57th Troop Command
- Headquarters & Headquarters Company - Atlantic City
- 1948th Contingency Contracting Team - Joint Base McGuire-Dix-Lakehurst
- 444th Mobile Public Affairs Detachment - Lawrenceville
- 63rd Army Band - Sea Girt
- 902nd Quartermaster Platoon - Joint Base McGuire-Dix-Lakehurst
- Detachment 1, 173rd Cyper Protection Team - Joint Base McGuire-Dix-Lakehurst
- 831st Trial Defense Team - - Joint Base McGuire-Dix-Lakehurst
- Aviation Support Facility #1 - Lakehurst Maxfield Army Airfield, Joint Base McGuire-Dix-Lakehurst, West Trenton
- Aviation Support Facility #2 - Picatinny Arsenal
- 1st Battalion, 150th Aviation Regiment (Assault Helicopter) - Sotto il controllo operativo della Expeditionary Combat Aviation Brigade, 28th Infantry Division, Pennsylvania Army National Guard
  -  Headquarters & Headquarters Company - West Trenton
  -  Company A -  Equipaggiato con 10 UH-60L 
  -  Company B -  Equipaggiato con 10 UH-60L 
  - Company C - West Virginia Army National Guard
  -  Company D (-) (AVUM)
  -  Company E (-) (Forward Support)
- Company C (-), 1st Battalion, 224th Aviation Regiment (Service & Support) - West Trenton - Equipaggiato con 4 UH-72A
- Detachment 2, Company C (-) (MEDEVAC), 1st Battalion, 171st Aviation Regiment (General Support) - Equipaggiato con 4 UH-60L 
  - Detachment 3, Company D (AVUM), 1st Battalion, 171st Aviation Regiment (General Support)
  - Detachment 3, Company E (Forward Support), 1st Battalion, 171st Aviation Regiment (General Support)
- Detachment 19, Operational Support Airlift Command - West Trenton - Equipaggiato con 1 C-12D1
- Detachment 1, Company B (AVIM), 628th Aviation Support Battalion - West Trenton

### 42nd Regional Support Group
- Headquarters & Headquarters Company - Somerset
- 50th Finance Management Company- Somerset	 	 	 
  - 250th Finance Detachment- Somerset
  - 350th Finance Detachment- Somerset
- 117th Combat Sustainment Support Battalion
  -  Headquarters & Headquarters Company - Woodbridge
  -  143rd Transportation Company (Light-Medium Truck, Cargo) - Picatinny Arsenal
  -  508th Military Police Company - Teaneck
  -  50th Chemical Company - Somerset
- 119th Combat Sustainment Support Battalion
  -  Headquarters & Headquarters Company - Vineland
  -  253rd Transportation Company (-) (Light-Medium Truck, Cargo) - Camp May Court House
    - Detachment 1 - Atlantic City

  -  328th Military Police Company (Combat Support) - Cherry Hill
  -  154th Quartermaster Company (Water Purification) - New Egypt
  - 820th Quartermaster Detachment (Water Distribution) - New Egypt